# Ischnoptera taczanowskii
Ischnoptera taczanowskii är en kackerlacksart som beskrevs av Bolívar 1881. Ischnoptera taczanowskii ingår i släktet Ischnoptera och familjen småkackerlackor.
Artens utbredningsområde är Ecuador. Inga underarter finns listade i Catalogue of Life.